# Down by Law (groupe)
Pour les articles homonymes, voir Down by Law (homonymie) et DBL.
Down by Law est un groupe américain de punk rock, originaire de Los Angeles, en Californie. Il est formé en 1989 par Dave Smalley, ancien leader de All, qui est le seul membre originel restant. Le groupe compte sept albums studio. Ils restent sur Epitaph jusqu'en 1998, et ont depuis changé de label. En 2017, le groupe se reforme avec les membres de l'album Punkrockacademyfightsong, et redevient actif en tournée.

## Histoire
Après le départ de Dave Smalley de All en 1989, il forme Down by Law avec Chris Bagarozzi à la guitare, Ed Urlik à la basse et Dave Naz à la batterie. Le groupe considère que son premier concert a lieu le 10 mars 1990 à l'Anti-Club à Hollywood. Après avoir signé chez Epitaph, ils sortent leur premier album éponyme en 1991, produit par Brett Gurewitz, guitariste du groupe de punk rock Bad Religion et fondateur d'Epitaph.
Down by Law entre en studio pour enregistrer son deuxième album, Blue, en 1992 (à nouveau produit par Gurewitz). Après la tournée de promotion de l'album, ils se séparent de leur formation originale en 1993, laissant Smalley comme seul membre original du groupe. Bagarozzi, Urlik et Naz sont remplacés par Sam Williams III, Angry John Di Mambro et Hunter Oswald à la guitare, à la basse et à la batterie, respectivement. La nouvelle formation enregistre leur troisième album Punkrockacademyfightsong, qui sort en 1994 et est généralement considéré comme leur meilleure vente. Des clips vidéo pour les chansons Hit or Miss et la reprise de I'm Gonna Be (500 Miles) des Proclaimers sont réalisés et sont diffusés sur MTV et sur des chaînes de radio. Pour soutenir l'album, Down by Law se lance dans une tournée d'un an et, lors de certains concerts, ils font la première partie de groupes comme Burning Heads et The Vandals, ainsi que de leurs anciens collègues de label NOFX, The Offspring, Pennywise et Bad Religion. Down by Law enregistre et sort deux autres albums, All Scratched Up (1996) et Last of the Sharpshooters (1997) avant de quitter Epitaph en 1998. Un bref passage chez Go-Kart Records voit la sortie de Fly the Flag (1999). Peu après la sortie de l'album, le bassiste John DiMambro et le batteur Chris Lagerborg quittent le groupe. Lagerborg mourra dans son sommeil en 2002, à l'âge de 33 ans.
Keith Davies à la basse et Milo Todesco à la batterie leur succèdent. En décembre 2002, le groupe signe chez Union 2112 Records, qui sort Windwardtidesandwaywardsails en mai 2003, aucun des deux albums n'ayant le même succès que ceux sortis chez Epitaph. Le groupe se met en pause la même année.
En août 2008, Down by Law annonce travailler sur un album et publie un nouveau titre intitulé Bullets sur son site officiel. En 2009, Down by Law entame sa première tournée depuis 2003, au cours de laquelle il joue en Amérique du Sud ainsi qu'aux États-Unis,. Le 3 août 2011, Smalley poste une mise à jour sur la page Facebook de Down by Law en disant : « il y a de nouvelles chansons de DBL, qui sont en train d'être mixées au moment où on parle... Sam est toujours aussi doué pour l'écriture de chansons. J'espère qu'on sortira bientôt quelque chose, soit en ligne, soit avec un label. »
En 2018, ils sortent l'album All In, suivi en 2021 par Lonely Town.

## Discographie
- 1991 : Down by Law
- 1993 : Blue
- 1994 : Punkrockacademyfightsong
- 1996 : All Scratched Up
- 1997 : Last of the Sharpshooters
- 1999 : Fly the Flag
- 2002 : Punkrockdays: The Best of DBL
- 2003 : Windward Tides and Wayward Sails
- 2012 : Champions at Heart
- 2018 : All In
- 2021 : Lonely Town